# Cyrtodactylus slowinskii
Cyrtodactylus slowinskii är en ödleart som beskrevs av  Bauer 2002. Cyrtodactylus slowinskii ingår i släktet Cyrtodactylus och familjen geckoödlor. Inga underarter finns listade i Catalogue of Life.